# Beauraing
Beauraing is een kleine stad in de Belgische provincie Namen. De stad telt ruim 9000 inwoners. Beauraing ligt ongeveer twintig kilometer ten zuiden van Dinant en tien kilometer ten oosten van de Franse stad Givet. Door de gemeente stromen onder meer de riviertjes Hilan (Hileau), Biran (Bireau) en Wimbe, zijrivieren van de Lesse. De stad is een belangrijk bedevaartsoord, waar jaarlijks 100 tot 150 000 pelgrims komen.

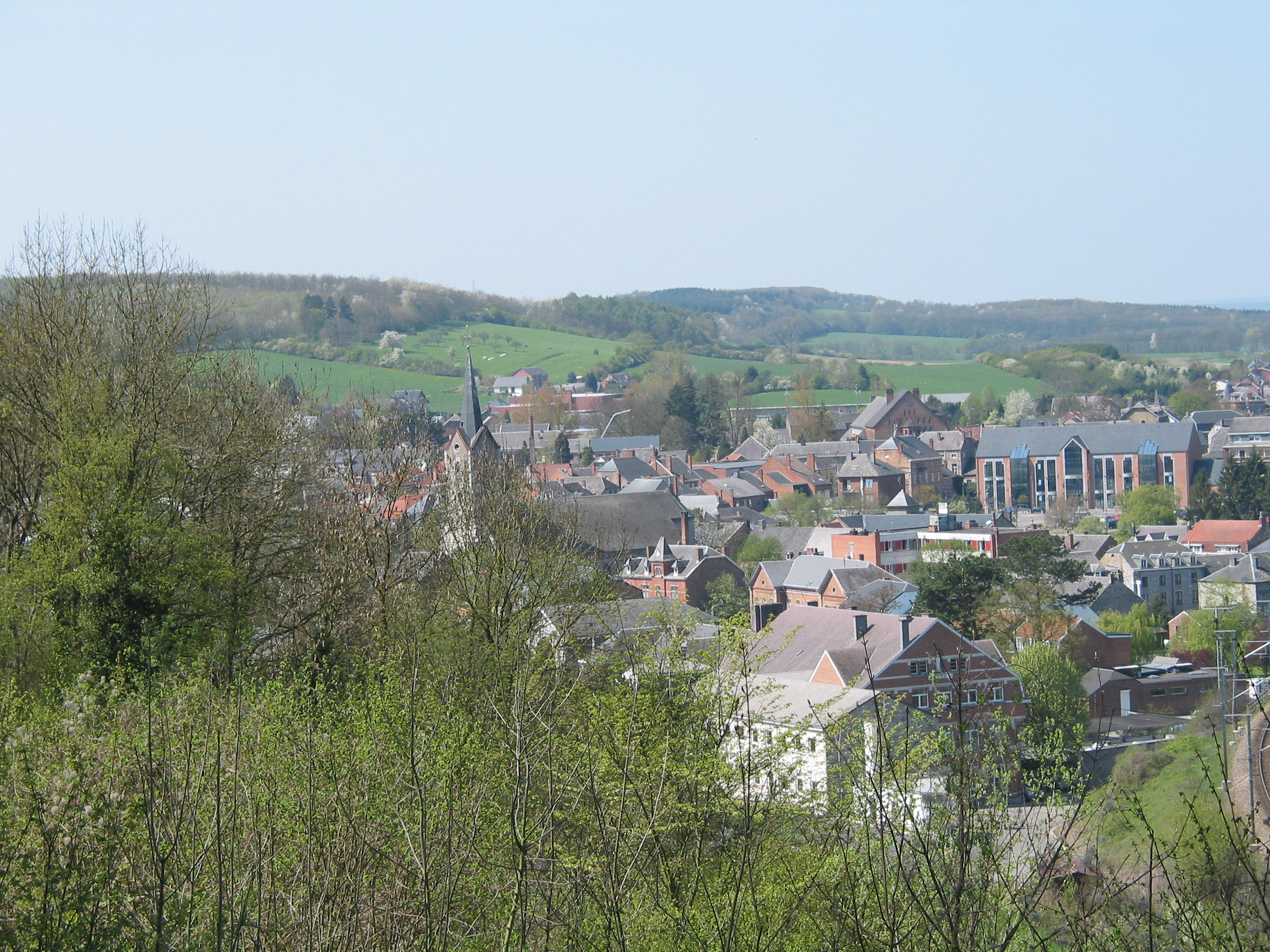
Uitzicht op de stad

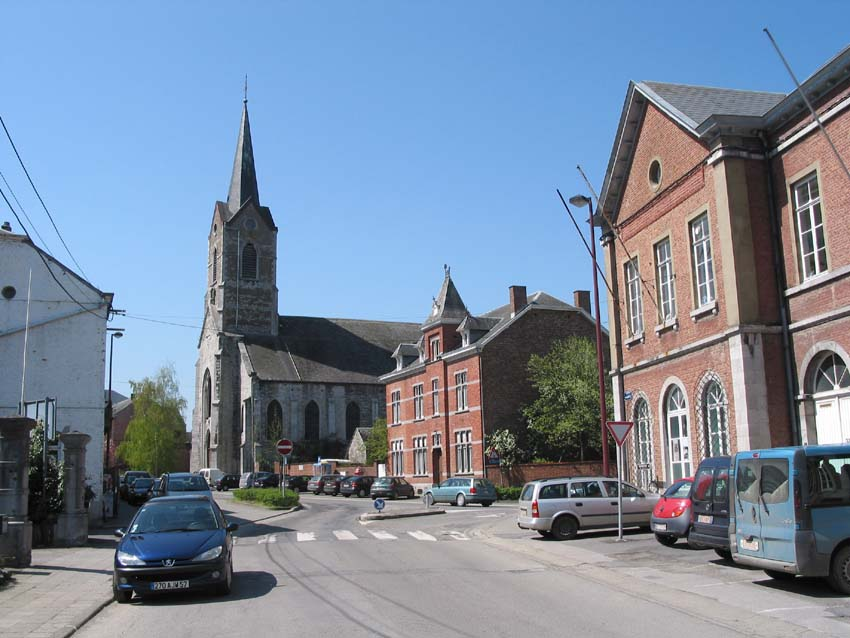
Stadscentrum

## Kernen

### Deelgemeenten
|    | Naam               | Opp. (km²) | Inwoners (2020) | Inwoners per km² | NIS-code |
| -- | ------------------ | ---------- | --------------- | ---------------- | -------- |
| 1  | Beauraing          | 20,81      | 2.558           | 123              | 91013A   |
| 2  | Javingue           | 10,01      | 338             | 34               | 91013B   |
| 3  | Winenne            | 13,08      | 1.240           | 95               | 91013C   |
| 4  | Felenne            | 17,27      | 412             | 24               | 91013D   |
| 5  | Dion               | 12,61      | 503             | 40               | 91013E   |
| 6  | Feschaux           | 9,97       | 507             | 51               | 91013F   |
| 7  | Baronville         | 6,58       | 477             | 73               | 91013G   |
| 8  | Wiesme             | 7,43       | 285             | 38               | 91013H   |
| 9  | Martouzin-Neuville | 6,80       | 356             | 52               | 91013J   |
| 10 | Focant             | 9,57       | 417             | 44               | 91013K   |
| 11 | Honnay             | 14,33      | 369             | 26               | 91013L   |
| 12 | Froidfontaine      | 7,81       | 208             | 27               | 91013M   |
| 13 | Vonêche            | 9,08       | 287             | 32               | 91013N   |
| 14 | Wancennes          | 11,92      | 119             | 10               | 91013P   |
| 15 | Pondrôme           | 17,39      | 1.079           | 62               | 91013R   |

### Overige kernen
In de gemeente liggen nog enkele gehuchten, zoals Gozin in Beauraing, Neuville in Martouzin-Neuville, Revogne in Honnay, Thanville in Pondrôme en Maisoncelle in Wiesme.

## Geschiedenis
Op 19 juni 2021 raasde een kleine tornado door het dorp waarbij er 78 huizen beschadigd raakten en 17 mensen gewond raakten. Ook raakte de sporthal van een school zwaar beschadigd. In totaal raakten 92 gebouwen zwaar beschadigd. De tornado maakte deel uit van een weersysteem dat een dag eerder voor overlast zorgde in Nederland.

## Mariaverering

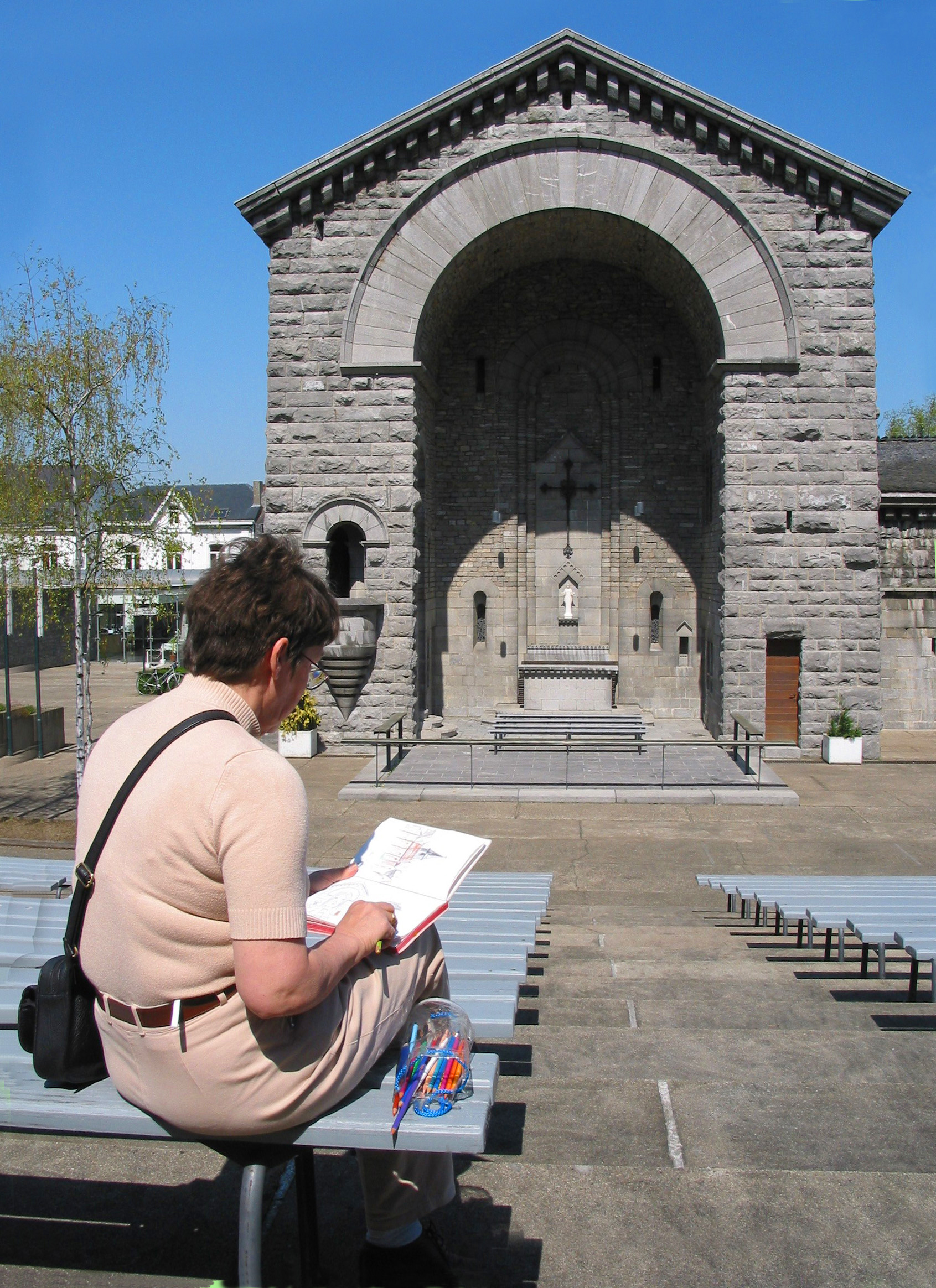
Kapel van Onze-Lieve-Vrouw

Volgens getuigenissen zouden vier meisjes en één jongen (Fernande, Gilberte en Albert Voisin en Andrée en Gilberte Degeimbre) 90 jaar geleden (tussen 29 november 1932 en 3 januari 1933) hier drieëndertig verschijningen van de Heilige Maagd Maria hebben waargenomen. Het ging om:
- Fernande Voisin (1917-1979), toen 15 jaar;
- Gilberte Voisin (1919-2003), toen 13 jaar;
- Albert Voisin (1921-2003), toen 11 jaar;
- Andrée Degeimbre (1918-1978), toen 14 jaar;
- Gilberte Degeimbre (1924-2015), toen 8 jaar.

De Naamse bisschop Thomas Louis Heylen beval grote voorzichtigheid, wat niet belette dat hij zelf, ter gelegenheid van een bezoek aan Beauraing, een vertrouwelijk gesprek had met de jonge zieners en met hen bad.
Midden 1933 verscheen een man van middelbare leeftijd in Beauraing, Côme Tilmant, die beweerde miraculeus genezen te zijn en Maria te hebben gezien. Hieraan werd weinig geloof gehecht.
De volgende bisschop van Namen, André Marie Charue, erkende in 1949 de geloofwaardigheid van de verschijningen. Het is een van de zestien bovennatuurlijke Mariaverschijningen die worden aanvaard door de Congregatie voor de Geloofsleer. Beauraing was ondertussen uitgegroeid tot een belangrijk bedevaartsoord.
Sindsdien wordt de Notre-Dame de Beauraing vereerd op het plaatselijke bedevaartsoord. Willem Asselbergs (Anton van Duinkerken) schreef er in 1933 een boekje over: Beauraing en Banneux. Twee genezingen zijn als miraculeus erkend. In 2013 werd de bovenkerk van het Maria-oord verheven tot basiliek, de Basiliek van Onze-Lieve-Vrouw met het Gouden Hart.

### Het verhaal van de verschijning
Beauraing was in het jaar 1932 een plaatsje in de Ardennen met zo’n 2000 inwoners, een kerk, een jongensschool, twee meisjesscholen, en met een ruïne van een oude burcht, overblijfsel uit de geschiedenis. Op het einde van dat jaar gebeurde er iets dat de gemoederen van heel België en de omliggende landen in beroering bracht: Onze Lieve Vrouw verscheen hier aan 5 kinderen uit twee verschillende gezinnen.
De eerste verschijning vond plaats op 29 november 1932. Tegen de avond gaan Fernande (15 jaar) en Albert Voisin (11 jaar) samen met hun vriendinnetje Andrée (14 jaar) en Gilberte Degeimbre (9 jaar) hun zusje Gilberte Voisin (13 jaar) ophalen van school. Terwijl ze voor de deur van het pensionaat staan te wachten, ziet Albert plots een in het wit geklede Dame in de ruimte boven de Lourdesgrot zweven. Hij geeft een gil. Dan zien ook de anderen de witte gestalte. De zuster die de deur opent zegt vriendelijk dat een beeld niet kan bewegen. Angstig rennen de kinderen naar huis. De ouders vermanen hen om er vooral niet over te spreken. Maar de volgende middag weet heel Beauraing van het gebeuren.
Op 30 november, ’s avonds, weer rond 18.30, zien ze alle vijf de verschijning boven het spoorwegviaduct. Voor het eerst zien ze hoe mooi de verschijning is. Zoals gewoonlijk worden de kinderen niet geloofd. De zusters van het pensionaat waartoe zij behoren, verbieden hun erover te spreken en zelf willen de zusters er verder geen aandacht aan besteden. Maar dan bij de vierde verschijning, beweegt de H. Maagd zich naar het nieuwe gebouw van de zusters en blijft daar, onder de gebogen takken van de meidoornstruik staan. Zij opent haar handen bij wijze van groet, glimlacht en verdwijnt.
De kinderen zijn niet intern en de overste gebiedt hen de volgende avond thuis te blijven. De kinderen gehoorzamen, maar brengen die nacht door in wenen en bidden. De verschijningen hebben hier steeds 's avonds plaats, zodat er vele mensen bij tegenwoordig zijn. De eerste dagen scheen Maria de kinderen op te wachten, daarna verschijnt zij pas onder het rozenkransgebed. Als de kinderen Haar zien, gaan de stemmetjes hoger en vormen als het ware een geluid. Een paar honderd personen bidden vurig mee, te midden van een zuivere stilte. De zusters die dit horen, vragen zich angstig af wat hiervan te denken. Onderhand houden zij zich stipt aan de orders van mijnheer de deken: het hek blijft gesloten en zijzelf verschijnen niet.
Dan komt de 8ste december. Reeds in de vroege morgen gaat een grote mensenmassa ter communie. Na deze vroegmis is het een ware processie naar de meidoornstruik. Er zijn autobussen uit Charleroi, Mézière, Givet, Namur, St. Hubert en Brussel en er hebben extra treinen gereden vanuit Dinant en de Ardennen. Om drie uur 's middags is de plaats van de zusters stampvol, zo ook de straat. Bij de meidoornstruik is het een vuurzee van kaarsen. Toch worden de hekken weer gesloten, zij het met veel moeite, de kaarsen worden gedoofd. Om 6 uur komen de kinderen. Een kreet weerklinkt: "Zij is er!." Zij vallen weer allen tegelijk op de knieën, bidden het Weesgegroet en vragen de H. Maagd te willen spreken. Doch geen woord, alleen een glimlach. Dan bidden zij het hele rozenhoedje en de verschijning blijft gedurende al die tijd zichtbaar. Er zijn zes dokters, die de kinderen willen gadeslaan en er ook proeven op willen uitoefenen. Zo laten zij een elektrische lamp aan hun ogen voorbij gaan. Een dokter steekt een van hen behoorlijk diep met een naald en een legt een brandende lucifer op de hand van het meisje, de lucifer brandt op maar er is geen teken van gevoeligheid waar te nemen. Als de kinderen na afloop dit alles horen, zijn zij zeer verwonderd; er is ook geen spoor van een brandplek te zien. De kinderen worden ook apart ondervraagd, maar er is geen verschil in de uitspraken. Op 21 december maakt zij zich bekend en zegt: "Ik ben de Onbevlekte Maagd."
Op 23 december: "Ik zou een kapel willen, opdat men hier ter bedevaart komt." Op 29 december hoort Fernande haar zeggen: "Bid, bid veel!" Tijdens de laatste verschijningen, vanaf 29 december, zien de kinderen telkens tussen de tot groet geopende armen: een in lichtstralen gehuld Hart, dit is de reden waarom men Maria hier noemt: Moeder met het Gouden Hart.
Op 1 januari hoort Gilberte haar zeggen: "Bid altijd." Dan op 2 januari zegt zij: "Morgen zal ik aan ieder van u iets bijzonders zeggen."
3 januari is de dag van het afscheid en de dag, die gekenmerkt blijft door de belangrijkste mededelingen. Albert ontvangt een geheim, dat hij altijd heeft bewaard. Aan zijn zusje Gilberte geeft de H. Maagd de grote belofte van Beauraing: "Ik zal de zondaars bekeren." Heerlijke belofte van het Onbevlekte en daardoor zo machtige Moederhart, dat meelijdt met allen die bidden voor de terugkeer van hun dierbaren, omdat zij zo vurig verlangen weer een te zijn onder elkander in Liefde-tot-God. En als om Haar macht bekent te maken, zegt Zij tegen Andrée: "Ik ben de Koningin van de Hemel en de Moeder van God; bid altijd."
Aan Fernande ten slotte, die bij deze verschijning aanvankelijk niets waarnam en daarom langer door was gegaan met bidden, tot haar zegt Maria: "Houd je van Mijn Zoon? … Houd je van Mij? Offer je dan voor Mij op!" Allen horen zij Haar zeggen: "Adieu!"

## Politiek

### Resultaten gemeenteraadsverkiezingen sinds 1976
| Partij                                                                                  | 10-10-1976 | 10-10-1976 | 10-10-1982 | 10-10-1982 | 9-10-1988 | 9-10-1988 | 9-10-1994 | 9-10-1994 | 8-10-2000 | 8-10-2000 | 8-10-2006 | 8-10-2006 | 14-10-2012 | 14-10-2012 | 14-10-2018 | 14-10-2018 | 13-10-2024 | 13-10-2024 |
| Stemmen / Zetels                                                                        | %          | 19         | %          | 19         | %         | 19        | %         | 19        | %         | 19        | %         | 19        | %          | 19         | %          | 21         | %          | 21         |
| --------------------------------------------------------------------------------------- | ---------- | ---------- | ---------- | ---------- | --------- | --------- | --------- | --------- | --------- | --------- | --------- | --------- | ---------- | ---------- | ---------- | ---------- | ---------- | ---------- |
| IC Sud F1 / BLN2 / MAYEUR3 / PS4 / R.D.P.5 / L d M6 / POUR7 / Int.Citoyens8 / EnsembleA | 40,421     | 8          | 30,532     | 6          | 35,053    | 7         | 37,944    | 8         | 27,775    | 7         | 37,966    | 9         | 36,357     | 7          | 20,068     | 4          | 24,91A     | 4          |
| ECOLO1/ Vert Demain2 / EnsembleA                                                        | -          |            | 4,81       | 0          | -         |           | 4,851     | 0         | 8,741     | 1         | 7,01      | 0         | 9,191      | 1          | 9,352      | 1          | 24,91A     | 4          |
| NC1 / PSC2 / H.N.3 / CDH4 / EnergiesA / EBB                                             | 33,191     | 6          | 19,362     | 4          | 25,92     | 5         | 31,553    | 6         | 17,843    | 4         | 19,364    | 4         | 54,46A     | 11         | 70,59B     | 16         | 75,09B     | 17         |
| UDC1 / PRL2 / M.R.B.3 / EnergiesA / EBB                                                 | 26,391     | 5          | 24,832     | 5          | 12,492    | 2         | 25,652    | 5         | 19,712    | 4         | 28,73     | 6         | 54,46A     | 11         | 70,59B     | 16         | 75,09B     | 17         |
| UN                                                                                      | -          |            | 20,48      | 4          | -         |           | -         |           | -         |           | -         |           | -          |            | -          |            | -          |            |
| Int.Com.                                                                                | -          |            | -          |            | 26,55     | 5         | -         |           | -         |           | -         |           | -          |            | -          |            | -          |            |
| A                                                                                       | -          |            | -          |            | -         |           | -         |           | 5,86      | 0         | -         |           | -          |            | -          |            | -          |            |
| DEMAIN                                                                                  | -          |            | -          |            | -         |           | -         |           | 1,41      | 0         | -         |           | -          |            | -          |            | -          |            |
| E                                                                                       | -          |            | -          |            | -         |           | -         |           | 3,8       | 0         | -         |           | -          |            | -          |            | -          |            |
| I.N.                                                                                    | -          |            | -          |            | -         |           | -         |           | 14,87     | 3         | -         |           | -          |            | -          |            | -          |            |
| B.D.                                                                                    | -          |            | -          |            | -         |           | -         |           | -         |           | 6,98      | 0         | -          |            | -          |            | -          |            |
| Totaal stemmen                                                                          | 5016       | 5016       | 5282       | 5282       | 5432      | 5432      | 5544      | 5544      | 5729      | 5729      | 6030      | 6030      | 6227       | 6227       | 6491       | 6491       | 6532       | 6532       |
| Opkomst %                                                                               |            |            |            |            | 96,5      | 96,5      | 95,23     | 95,23     | 94,46     | 94,46     | 95,11     | 95,11     | 93,13      | 93,13      | 92,90      | 92,90      | 89,86      | 89,86      |
| Blanco en ongeldig %                                                                    | 1,42       | 1,42       | 3,01       | 3,01       | 3,77      | 3,77      | 4,02      | 4,02      | 4,9       | 4,9       | 5,24      | 5,24      | 4,96       | 4,96       | 6,07       | 6,07       | 7,33       | 7,33       |

De zetels van de meerderheid worden vet aangegeven. De grootste partij is in kleur.

## Aangrenzende gemeenten
| Aangrenzende gemeenten | Aangrenzende gemeenten | Aangrenzende gemeenten | Aangrenzende gemeenten | Aangrenzende gemeenten |
| ---------------------- | ---------------------- | ---------------------- | ---------------------- | ---------------------- |
|                        |                        | Houyet                 |                        | Rochefort              |
|                        |                        |                        |                        |                        |
| Kanton Givet (F)       | Wellin (Lux)           |                        |                        |                        |
|                        |                        |                        |                        |                        |
|                        |                        | Gedinne                |                        | Daverdisse (Lux)       |

## Demografische ontwikkeling

### Demografische evolutie voor de fusie
- Bron:NIS - Opm:1831 t/m 1970=volkstellingen; 1976=inwoneraantal op 31 december

### Demografische ontwikkeling van de fusiegemeente
Alle historische gegevens hebben betrekking op de huidige gemeente, inclusief deelgemeenten, zoals ontstaan na de fusie van 1 januari 1977.
- Bronnen:NIS, Opm:1831 tot en met 1981=volkstellingen; 1990 en later= inwonertal op 1 januari

| Inwoners van jaar tot jaar op 1 januari 1992 tot heden | Inwoners van jaar tot jaar op 1 januari 1992 tot heden | Inwoners van jaar tot jaar op 1 januari 1992 tot heden |
| jaar                                                   | Aantal                                                 | Evolutie: 1992=index 100                               |
| ------------------------------------------------------ | ------------------------------------------------------ | ------------------------------------------------------ |
| 1992                                                   | 8.102                                                  | 100,0                                                  |
| 1993                                                   | 8.057                                                  | 99,4                                                   |
| 1994                                                   | 8.050                                                  | 99,4                                                   |
| 1995                                                   | 8.013                                                  | 98,9                                                   |
| 1996                                                   | 7.952                                                  | 98,1                                                   |
| 1997                                                   | 7.946                                                  | 98,1                                                   |
| 1998                                                   | 8.017                                                  | 99,0                                                   |
| 1999                                                   | 8.006                                                  | 98,8                                                   |
| 2000                                                   | 8.096                                                  | 99,9                                                   |
| 2001                                                   | 8.125                                                  | 100,3                                                  |
| 2002                                                   | 8.128                                                  | 100,3                                                  |
| 2003                                                   | 8.167                                                  | 100,8                                                  |
| 2004                                                   | 8.263                                                  | 102,0                                                  |
| 2005                                                   | 8.355                                                  | 103,1                                                  |
| 2006                                                   | 8.344                                                  | 103,0                                                  |
| 2007                                                   | 8.449                                                  | 104,3                                                  |
| 2008                                                   | 8.537                                                  | 105,4                                                  |
| 2009                                                   | 8.567                                                  | 105,7                                                  |
| 2010                                                   | 8.675                                                  | 107,1                                                  |
| 2011                                                   | 8.828                                                  | 109,0                                                  |
| 2012                                                   | 8.858                                                  | 109,3                                                  |
| 2013                                                   | 8.867                                                  | 109,4                                                  |
| 2014                                                   | 8.937                                                  | 110,3                                                  |
| 2015                                                   | 8.896                                                  | 109,8                                                  |
| 2016                                                   | 9.069                                                  | 111,9                                                  |
| 2017                                                   | 9.161                                                  | 113,1                                                  |
| 2018                                                   | 9.160                                                  | 113,1                                                  |
| 2019                                                   | 9.159                                                  | 113,0                                                  |
| 2020                                                   | 9.157                                                  | 113,0                                                  |
| 2021                                                   | 9.260                                                  | 114,3                                                  |
| 2022                                                   | 9.327                                                  | 115,1                                                  |
| 2023                                                   | 9.460                                                  | 116,8                                                  |
| 2024                                                   | 9.490                                                  | 117,1                                                  |
| 2025                                                   | 9.496                                                  | 117,2                                                  |

## Geboren
- Maurice Des Ombiaux (1868-1943), schrijver en journalist
- Guy Dardenne (1954), voetbalcoach en oud-voetballer

## Overleden
- Jean-Auguste Margueritte (1823-1870), Frans generaal